# Cratera de Montagnais
A cratera de Montagnais é uma cratera de 45 quilômetros de diâmetro resultante da queda de um meteoro no período Paleoceno. A cratera de Montagnais é submarina e está localizada na plataforma continental a sul da Nova Escócia, Canadá, sendo que as coordenadas do centro dela são 42°53' Norte, 64°13' Oeste.